# Pommiers (Aisne)
Pommiers – miejscowość i gmina we Francji, w regionie Hauts-de-France, w departamencie Aisne.
Według danych na styczeń 2014 roku gminę zamieszkiwało 636 osób, a gęstość zaludnienia wynosiła 95,5 osób/km².